# Mayapán
Mayapán is een precolumbiaanse Mayastad gelegen in de staat Yucatán, ongeveer 40 kilometer ten zuidoosten van Mérida. Van de dertiende tot de vijftiende eeuw was Mayapán het politieke en culturele centrum van Yucatán.
In 1221 kwamen de Maya's in opstand tegen de Maya-Tolteekse heren van Chichén Itzá. De Tolteken werden afgezet, en verschillende Mayasteden besloten zich te verenigen. Mayapán ("standaard van de Maya") werd als hoofdstad gebouwd, vlak bij Techaquillo, geboorteplaats van Hunac Ceel, de generaal die de heerser van Chichén Itzá had verdreven.
De periode van Mayapán als heerser van Yucatán duurde tweehonderd jaar. In 1441 brak er onder leiding van de Xiu een opstand uit. Mayapán werd vernietigd en de leden van de heersende Nachi Cocumfamilie werden gedood. Yucatán viel weer uiteen in elkaar bestrijdende stadstaten.
Door de vernietiging in 1441 is er in Mayapán, in vergelijking met andere Mayasteden, vrij weinig van de Maya-architectuur over.